# Наша деревня (Брянск)
«Наша деревня» — газета, орган Брянского губкома ВКП(б) и губисполкома. Издавалась в 1924—1927 годах в Брянске. В подзаголовке: 1924, № 1 (5 сент.) — 12 еженедельный орган комиссии по работе в деревне при Брянском губкоме РКП(б); 1924, № 13 — 1927, № 5 еженедельный орган губкома РКП(б), губисполкома и губпрофсовета; 1927, № 14 — орган Брянского губкома ВКП(б) и губисполкома.

## Издания
- Шагун, Е. Л. Руководство для сельско-хозяйственных кружков. — [Брянск] : Наша деревня, [192-]-1926. — 18 см.
- * Беседа 1: [Общее состояние сельского хозяйства в СССР и в частности в Брянской губернии]. — [Брянск] : Наша деревня, [192-]. — 24 с.
- * Беседа 2: [О землеустройстве] / Е. Л. Шагун. — [Брянск] : Наша деревня, [192-]. — 27 с.
- * Беседа 3: О выращивании овощей и огородных семян / И. Л. Маркин. — [Брянск] : Наша деревня, [192-].
- * Беседа 4: Летние работы кружка / П. Окороков. — [Брянск] : Наша деревня, [1926]. — 24 с.
- * Беседа 5: Заразные болезни животных / М. Остроумов. — [Брянск] : Наша деревня, [1926]. — 32 с. : ил.
- * Беседа 6: Вредители сельскохозяйственных растений и борьба с ними / К. А. Леонтьева. — [Брянск] : Наша деревня, [1926]. — 23 с.
- Шагун, Е. Л. Руководство для сельско-хозяйственных кружков / Губ. бюро по самообразованию при Губисполкоме и Губзу (С.-х. секции). — [Брянск] : Наша деревня, [192-]-1926. — 18 см.